# Forvo
Forvo.com — веб-сайт, содержащий аудиофайлы (MP3; .ogg для HTML5) с произношением слов из большинства распространённых языков мира, записанные их носителями.
Сайт был запущен в январе 2008 года компанией Forvo Media SL, к настоящему времени имеет интерфейс на нескольких языках, включая русский (ru.forvo.com). Является крупнейшим собранием произношений. Добавление слов и произношений является добровольным и неоплачиваемым, поэтому, как и Википедия, Forvo является формой интернет-волонтёрства (однако содержимое сайта не является свободным: оно лицензировано под CC BY-NC-SA, запрещающей коммерческое использование).

## Возможности
Данный ресурс позволяет без регистрации:
- прослушать любое записанное слово (возможно, в нескольких вариантах), произнесённое носителем (носителями) языка;

дополнительно, с (бесплатной) регистрацией
- скачивать MP3-файлы произношений;
- добавлять новые слова (фразы) размером не более 40 символов, включая пробелы, с указанием их языка;
- оценивать произношение других;
- посылать и принимать сообщения от других пользователей;
- самому произносить новые слова (фразы) (требует использование плагина для Adobe Flash);
- добавлять своё произношение уже кем-то произнесённых слов (фраз);
- обратиться к разработчикам сайта с просьбой добавить язык или диалект.

## Интерфейс
Интерфейс включает в себя строку поиска, в которую вводится искомое слово или словосочетание. При наличии данного слова в базе данных оно высвечивается вместе с синим значком треугольника, нажав на который, можно его прослушать. Если нажать на само слово, то открывается страница этого слова, на которой можно узнать имя, пол произносившего его пользователя (пользователей), страну его (их) жительства, указание его (их) населённого пункта на карте. При желании можно оценить произношение слова и отправить сообщение пользователю.
Одно и то же слово может иметь разное произношение на других языках, поэтому существуют вкладки с указанием языка для слов, имеющих аналоги.
Представленные языки могут быть как государственными (русский), так и племенными (эскимосский), мёртвыми (латынь) и искусственными (эсперанто).
При отсутствии слова в базе данных пользователь имеет право добавить слово и язык, а также при желании — тег (метку) с целью узнать произношение (после этого нужно дождаться, пока один из носителей языка произнесёт его). Также, если это слово из родного языка пользователя, он может произнести его сам при наличии подключенного работающего микрофона. На запись любого слова (фразы, словосочетания, имени собственного, топонима) даётся ровно 2,5 секунды, что, по уверениям создателей сайта, достаточно для записи любой лексической единицы. Даётся неограниченное число попыток записать слово, если с первого раза не получилось, однако при нажатии кнопки «Сохранить произношение» сохраняется последняя запись. Если по ошибке записалось неправильное, срезанное произношение или появились посторонние звуки, записать можно повторно, хотя при этом все заработанные вами баллы (если таковые имелись) аннулируются.
Пользователь также может произносить слова, поставленные другими участниками в очередь в ожидании произношения (отмечены красным кружком).

## Лексикон сайта
Целью сайта является сбор слов, произнесённых на разных языках (диалектах, наречиях). Ресурс претендует на собрание «всех слов в мире», поэтому принимается большинство единиц языка, включая ненормативную лексику, ибо, как заверяют создатели сайта, «слово может быть плохим или хорошим, всё зависит от его употребления и ситуации». Однако не каждое слово входит в словарь произношений. Редакторы (для каждого языка редакторский состав свой, состоящий из носителей языка из числа зарегистрированных пользователей-волонтёров) удаляют:
- слова, написанные с ошибками, неправильно произнесённые или произнесённые неносителем языка, особенно с несвойственным данному языку акцентом;
- записи, содержащие вместо слова крики или иные посторонние звуки, «обрезанные» записи;
- малоизвестные в стране данного языка зарубежные имена собственные, топонимы, бренды, жаргон малой группы лиц, искажённые иностранные слова;
- неустойчивые словосочетания, фразы содержащие слова, которые не обязательно идут вместе (пример от Forvo: «синее здание»);
- выдуманные, несуществующие в языке слова.

Нежелательным также является:
- произношение многозначных числительных, если они строятся по общим правилам языка;
- формы множественного числа, падежей при отсутствии их разночтений.

Кроме того, редакторы имеют право удалять произнесённые слова и по другим причинам.

## Критика
В политику данного сайта входит удаление в одностороннем порядке и без предупреждения слов (имеется в виду нормативная общеупотребительная лексика), внесенных в базу данных, если по каким-то причинам они будут расценены редакторами проекта как «лишние» и «нецелесообразные». Forvo не накладывает никаких ограничений на добавление в базу данных ненормативной лексики, включая мат.

## Интересные факты
Компания Forvo Media SL находится в Испании и состоит из двух основателей и разработчиков Феликс Вела (Félix Vela) и Израэль Рондон (Israel Rondón). На сообщения пользователей отвечает последний, подписываясь «Israel», поэтому некоторые пользователи склонны думать, что служба поддержки находится в Израиле.